# Irma Córdoba
Irma Córdoba (Esquina, 20 de julio de 1913-Buenos Aires, 18 de mayo de 2008) fue una actriz argentina de la era de oro del cine argentino que tuvo activa participación en radio, teatro y luego televisión. Se destacó como comediante y actriz dramática, como protagonista y actriz de reparto.

## Orígenes
Irma Julia Córdoba nació en Esquina, provincia de Corrientes, hija de Fidel Córdoba, popular empresario teatral del litoral argentino, y de Tría. A los nueve años se trasladó a Buenos Aires, donde completó sus estudios.

### Carrera artística
Inició su carrera en el Teatro Infantil de Angelina Pagano y luego actuó en las compañías de Blanca Podestá, Enrique de Rosas, Luis Arata y Paulina Singerman, entre otros. Luego realizó varios radioteatros.
En 1932, hace su primera actuación en cine en Rapsodia gaucha, y siguiéndole más de 20 películas, como Los muchachos de antes no usaban gomina, La muchacha del circo, que protagonizó, Cuatro corazones y Maternidad sin hombres, entre otras.  
También trabajó en varios radioteatros en emisoras como Radio El Mundo, donde trabajó con actores de la talla de Santiago Gómez Cou y Santiago Arrieta.
Dirigida por Manuel Romero realizó filmes de gran éxito. Se destacó en Delirio. Durante muchos años formó rubro con Osvaldo Miranda y Enrique Serrano, con quienes realizó varias obras teatrales y programas de televisión como Mi tío y mi Padrino, comedia que se emitía por Canal 7 a fines de la década del cincuenta. 
Trabajó en el Teatro General San Martín en obras como Las alegres comadres de Windsor, Invitación al castillo de Jean Anouilh junto a Luisa Vehil y a los 60 años La visita de la vieja dama de Friedrich Dürrenmatt, posiblemente el mayor éxito de su carrera teatral.
Años más tarde, personificó en escena a Leonor Acevedo Suárez, madre de Jorge Luis Borges en Borges y Perón, la pieza del dramaturgo uruguayo Enrique Estrázulas, estrenada en el Teatro Nacional Cervantes. En 1981 obtuvo el Premio Konex diploma al mérito como una de las mejores actrices de cine de la Argentina. 
Su última aparición cinematográfica la realiza en El mundo contra mí en 1997. 
En la década de los años 1990 actuó en televisión en El precio del poder. Se retiró en 1997 y en 2002, Argentores la homenajea por su trayectoria. 
Falleció el 18 de mayo de 2008 a los 94 años de edad en Buenos Aires. Junto a su esposo, el empresario teatral Carlos Raúl Costa tuvo una hija en 1948 llamada Irma Beatriz Costa. Su cuerpo descansa en el Panteón de la Asociación Argentina de Actores y Actrices del Cementerio de la Chacarita.

## Filmografía
- El mundo contra mí (1997)
- Eva Perón (1996) .... Mercedes Ortiz de Achával Junco
- Venido a menos (1984)
- Bárbara (1980) .... La Dama
- Me gusta esa chica (1973)
- La sonrisa de mamá (1972)
- Maternidad sin hombres (1968)
- Las locas del conventillo (1966)
- El festín de Satanás (1958)
- Cinco gallinas y el cielo (1957)
- Navidad de los pobres (1947)
- Mirad los lirios del campo (1947)
- Deshojando margaritas (1946)
- Delirio (1944)
- Mi novia es un fantasma (1944)
- Una luz en la ventana (1942) .... Angélica
- Noche de bodas (1942)
- Locos de verano (1942)
- Último refugio (1941)
- Cuatro corazones (1939)
- Atorrante (La venganza de la tierra) (1939)
- Tres anclados en París (1938) .... Ángela Torres
- Fuera de la ley (1937) .... Emilia
- La muchacha del circo (1937)
- Los muchachos de antes no usaban gomina (1937) .... Camila Peña
- El forastero (1937)
- Internado (1935)
- El caballo del pueblo (1935) .... Esther Peña
- Noches de Buenos Aires (1935)
- Rapsodia gaucha (1932)

## Televisión
- Mi marido y mi padrino (1952)
- Teatro de la noche (1956)
- Show Standard Electric (1965)
- Esta noche... miedo (1970)
- Me llaman gorrión (1972)
- Separate Tables (1974)
- Profesión, ama de casa (1979)
- Fabián 2 Mariana 0 (1980)
- Yolanda Luján (1984)
- Amor prohibido (1986)
- Stress (1990)
- El precio del poder (1992)